# Leavittsburg (Ohio)
Leavittsburg es un lugar designado por el censo ubicado en el condado de Trumbull en el estado estadounidense de Ohio. En el Censo de 2010 tenía una población de 1973 habitantes y una densidad poblacional de 423,92 personas por km².

## Geografía
Leavittsburg se encuentra ubicado en las coordenadas 41°14′44″N 80°52′43″O / 41.24556, -80.87861. Según la Oficina del Censo de los Estados Unidos, Leavittsburg tiene una superficie total de 4.65 km², de la cual 4.49 km² corresponden a tierra firme y (3.45%) 0.16 km² es agua.

## Demografía
Según el censo de 2010, había 1973 personas residiendo en Leavittsburg. La densidad de población era de 423,92 hab./km². De los 1973 habitantes, Leavittsburg estaba compuesto por el 95.34% blancos, el 1.57% eran afroamericanos, el 0.35% eran amerindios, el 0.15% eran asiáticos, el 0.05% eran isleños del Pacífico, el 0.05% eran de otras razas y el 2.48% pertenecían a dos o más razas. Del total de la población el 0.91% eran hispanos o latinos de cualquier raza.